# 2010년 동계 올림픽 오스트레일리아 선수단
2010년 동계 올림픽 오스트레일리아 선수단은 캐나다 밴쿠버에서 개최된 2010년 동계 올림픽에 참가한 올림픽 오스트레일리아 선수단이다.

## 메달리스트
| 메달   | 이름             | 종목            | 세부종목        | 날짜     |
| ------ | ---------------- | --------------- | --------------- | -------- |
| 금메달 | 토라 브라이트    | 스노보드        | 여자 하프파이프 | 2월 18일 |
| 금메달 | 리디아 라실라    | 프리스타일 스키 | 여자 에어리얼   | 2월 24일 |
| 은메달 | 데일 베그-스미스 | 프리스타일 스키 | 남자 모굴       | 2월 14일 |

## 참고 자료
- (영어) “Australia at the 2010 Vancouver Winter Games”. SR/Olympic Sports. 2011년 9월 23일에 원본 문서에서 보존된 문서. 2011년 10월 11일에 확인함.